# SuG
SuG（サグ）は、日本の5人組ヴィジュアル系ロックバンド。

## 概要
2007年1月12日、武瑠・masato・yujiを中心に結成。その後、MITSURU・Chiyuが加わる。MITSURU脱退後、shinpeiが加入し、現在の5人組ヴィジュアル系ロック・バンドとなった。バンド名は黒人のスラングで、周りの意見を気にせずに自分の思った通りに進む人達。「悪友」という意味もある英語「thug」を親しみやすくアレンジしてSuGと命名。
Heavy Positive Rock（ヘヴィー・ポジティヴ・ロック）というコンセプトを掲げ、言葉・楽曲に対してもあくまでポジティブなスタンスで臨んでいる。
雑誌「KERA」などのファンション誌でモデルとしても活躍している武瑠が、オリジナル・ファッションブランド『million＄orchestra（million dollar orchestrA）』（ミリオンダラーオーケストラ）を展開するなど、ヴィジュアル系というカテゴリーの中に囚われることのない幅広い活動をしている。
楽曲のテーマや世界観に合わせ、武瑠が自らプロデュースする衣装のファッション性でも注目を集めている。
SuGのファンのことを『パピコ』『パピオ』と呼んでいたが、2015年1月12日に行われたSuG8周年記念ファンクラブ限定ライブで、SuGのファンのことを『SuG充』と呼び、そうでない人達を『非SuG充』と呼ぶことを発表した。
10周年を迎えた2017年9月2日に初の日本武道館公演を行い、約7000人を動員。SuG史上最大動員数ライブを以って無期限活動休止となった。
その後、12月20日の日本武道館ライブ映像発売日、Webサイトにて解散が発表された。
2023年1月12日にEX THEATER ROPPONGIで『SuG LIVE 2023 THE GAMBLER』を3月9日に開催することを発表。
公演後、7月27日〜9月3日までの39日間限定復活とツアーが発表された。

## 略歴

### インディーズ時代
- 2007年1月、結成
- 2007年2月、渉歌脱退
- 2007年2月、Chiyu加入
- 2009年5月、MITSURU脱退
- 2009年9月、shinpei加入

### メジャーデビュー後

#### 2010年
- 1月27日、シングル『gr8 story』（グレイトストーリー）でポニーキャニオンよりメジャーデビュー。
- 3月9日、メジャー1stアルバム『TOKYO MUZiCAL HOTEL』をリリース。
- 6月30日、2ndシングル『小悪魔Sparkling』をリリース。
- 9月1日、3rdシングル『R.P.G.〜Rockin' Playing Game』をリリース。

#### 2011年
- 1月12日、4thシングル『Crazy Bunny Coaster』をリリース。

シングル作品として、自身最高位となるオリコン総合チャート初登場3位を記録。
- 3月9日、2ndアルバム『Thrill Ride Pirates』をリリース。

同アルバムの世界観を武瑠が小説化し、携帯小説サイト「魔法のiランド」にて1ヵ月間の限定配信を行う。
2012年1月19日に武瑠のデビュー小説『TRiP』として書籍化される。
- 6月15日、5thシングル『☆ギミギミ☆』をリリース。

自身初の海外タイアップとして、タイの大手飲料メーカーOISHI「CHAKULZA」のCMソングに起用された。
- 10月26日、6thシングル『Toy Soldier』をリリース。

#### 2012年
- 2月1日、7thシングル『不完全Beautyfool Days』をリリース。
- 4月25日、3rdアルバム『Lollipop Kingdom』をリリース。

アルバム作品として、自身最高位となるオリコン初登場10位を記録。
- 9月19日、8thシングル『swee†oxic』をリリース。
- 12月29日、国立代々木競技場第二体育館で行われた『SuG Oneman Show 2012「This iz 0」』を最後に活動休止。

同時に、インディーズ時代から一貫して所属していた事務所であったPS COMPANYからの離籍を発表した。

#### 2013年
- 9月20日、原宿で行われたゲリラライブで活動再開を発表。
- 12月29日、国立代々木競技場第二体育館で行われた『SuG Onemanshow 2013 Update ver. 0』より活動再開。

#### 2014年
- 2月3日 - 2月9日、『東名阪緊急巡業』を開催。

HERO、ν[NEU]、GOTCHAROCKAと共にツアーを回った。
- 2月19日、復活第一弾シングルとなる『MISSING』(9thシングル)をリリース。
- 3月9日 - 4月6日、復活後初となるツアー「SuG TOUR 2014 ”un-MISSING"」を開催。
- 4月19日 - 4月27日、「SuG ASIAN TOUR 2014 ”un-MISSING"」を開催。
- 5月6日、キャリア初となる野外ワンマンライブ「SuG OnemanShow 2014 "B.A.B.Y."」を日比谷野外大音楽堂にて開催。
- 5月20日、『SHOCK WAVE 「さよならAX」 ～ショックす～』に出演。
- 5月31日、『stylish wave NEXT GENERATION VOL.1 -次代を翔ける若武者たち!-』に出演。
- 6月13日、「友断大敵～3番勝負～第2弾 『SPARK!! SPARK!!』」に出演。
- 6月25日、『異端児Festival』に出演。
- 7月6日、『JAPAN MUSIC FEST 2014』に出演。
- 7月19日、『BREAK OUT祭 2014』に出演。
- 7月23日、10thシングル『B.A.B.Y』をリリース。
- 8月19日 - 8月21日、「渋谷 SuG Fes 2014 夏」を開催。
- 10月4日 - 10月5日、 「VersuS 極彩SuG VS 極悪SuG 」を開催。

SuGの楽曲を『ポップで踊れる極彩SuG』『ロックで激しい極悪SuG』の2つに分けて行うコンセプトライブ。
極悪SuGが勝利し、10月4日の極悪SuG公演が映像作品としてリリースされた。
（ライブ後のポニーキャニオン社長との交渉により、551本限定で極彩SuGも収録された限定版も販売された。）
- 10月18日、武瑠原作の小説と現実で行われるファン参加イベントをリンクさせた企画『WE CRY OUT HELLYEAH』を渋谷にて開催。

後日、イベントの映像も含めた短編映画『WE CRY OUT HELLYEAH』(武瑠監督による初の映画作品)をクラウドファンディングによって作成。
- 10月25日 - 10月26日、『39GalaxxxyZ Presents「SuG HALLOWEEN PARTY 2014」produce by SuG × よみうりランド』を開催。

26日には、よみうりランド園内の日テレらんらんホールにてFC限定ライブを実施した。
- 11月19日、11thシングル『CRY OUT』をリリース。
- 11月21日、「SuGフェス-2014 冬-」を開催。
- 12月04日、『蟲ふるう夜に結成7周年イベント「MUSHIFEST 2014」』に出演。
- 12月19日 - 12月22日、『SuG TOUR 2014「WE CRY OUT HELLYEAH」』を開催。

#### 2015年
- 1月12日、『SuG 8th Birthday "一蓮托生"』を開催。

SuG結成日記念、FC限定イベント。ライブ前にはプレミアムオークションやフリーマーケットも開かれた。
- 1月17日、『東京女子流 「ザ・対バン Vol.1」』に出演。
- 1月25日、『ニッポン放送 LIVE EXPO TOKYO 2015 ミュ～コミ+プラスプレゼンツ アニメ紅白歌合戦 Vol.4』に出演。

- 2月4日、武瑠（Vo.）が慢性扁桃炎治療のため一時活動休止を発表[2]。休養中はSHIGERUこと松崎しげるが加入[3]。
- 2月26日、SuG公式LINEがOPEN。同時にLINEもにゅスタンプがリリースされた。
- 3月4日、復活後初のアルバムとなる『BLACK』(4thアルバム)をリリース。
- 3月9日、『SuG感謝祭 レコ発記念ライブ-3月9日は"SuGの日"-』

一時活動休止中の武瑠を除いたメンバー4人で行われ、一部はカバー曲によるライブ、二部は4人編成でSuGの楽曲を披露した。
アンコールでは武瑠がステージに登場し、一時活動休止後、公の場に初めて姿を見せた。
- 4月15日、「SuG TOUR 2015 『BLACK』」の公開ゲネプロをFC限定で開催。

- 4月18日 - 7月12日、「SuG TOUR 2015 『BLACK』」を開催。
- 4月26日、『ニコニコ超会議2015』内で開催された『超ニコびじゅステージ』に出演。
- 5月8日 - 5月13日、million$orchestraの5周年企画イベントとして、初となるポップアップショップをラフォーレ原宿にて開催。

新作に加え、『Broga Vidar』『PARADOX』『ALICE BLACK』『MaD（MoonageDevilment）』等とのコラボ商品も発売された。
- 5月9日、『BREAK OUT祭 2015 ～POP-UP GALLERY～』に出演。

- 5月11日、武瑠聖誕祭『birthday SCREAM party!! 2015』を開催。
- 5月23日、武瑠出演の短編映画、『PARACELSUS' HOMUNCULUS』披露試写会&トークショーに出演。
- 5月26日、masato聖誕祭『朗読劇「無くならへん」～俳優業への道？！～』を開催。
- 5月28日、武瑠が『GOOD ROCKS! TALK SESSION』に出演。

バンドを結成した2007年から8年間のヒストリーを振り返るインタビュー。『GOOD ROCKS!』6月発売号よりシリーズ掲載された。
- 6月11日、『WE CRY OUT HELLYEAH』プレミア上映トークイベントに出演。
- 7月15日、12thシングル『teenAge dream/Luv it!!』をリリース。

自身初の両A面シングル、ダブルタイアップとなった。
- 7月26日、「SuG TOUR 2015 『BLACK - FINAL』」を開催。
- 7月31日、『Do The Right Inc -DTRI-5th ワンマン LIVE「 Do The Right Thing 」』に武瑠がゲスト出演。
- 8月5日、『a-nation island V-NATION』に出演。
- 8月23日、『音霊 OTODAMA SEA STUDIO 2015』に出演。
- 8月24日、『SuG武瑠のコセイファクトリー～この世にないモノ～放送直前スペシャルイベント』に出演。
- 8月30日、NOTTVにて、『SuG武瑠のコセイファクトリー ～この世にないモノ～』が放送。
- 9月6日、『松崎しげる デビュー45周年「黒フェス」〜白黒歌合戦〜』に出演。
- 9月13日、『SAITAMA SUPER ARENA 15th Anniversary肉ロックフェス2015』に出演。
- 9月19日、『イナズマロックフェス2015』に出演。

無料ステージである「風神ステージ」への出演。後日ブログで「いつか必ずメインステージに立とう」と宣言した。
- 9月30日、『ミオヤマザキ「ミオフェス」』に出演。

8-9月にかけて合計6本のフェスに出場。過去同月の出場数と比較すると、キャリア最多の出場数となった。
- 10月24日、『39GalaxxxyZ Presents「SuG HALLOWEEN PARTY 2015」produce by SuG×よみうりランド』を開催。
- 10月26日、yuji・Chiyuが『ありがとうぁみの、渋谷怪談夜会　第二夜』に出演。
- 11月7日、masato・yujiが『楽器フェア「MUSIC PARK2015」』に出演。
- 11月13日、『SuGフェス2015』を開催。
- 11月13日 - 11月15日、山形国際ムービーフェスティバル（YFM2015）にて「WE CRY OUT HALLYEAH」が招待作品として上映。

15日には映画の作品上映とあわせて、武瑠による舞台挨拶も行われた。
- 12月16日、13thシングル『SICK'S』をリリース。
- 12月24日 - 12月29日、『SuG VersuS 2015』を開催。

24・25日の東京、28・29日の大阪と、初の二カ所開催となる。
極彩SuGが勝利し、25・29日のライブを写真集としてリリースした。
- 12月27日、『Chiyuプチ聖誕祭 プチアコースティックライブ＆プチトーク おまけにミニお出迎え』が開催。

会場のキャパシティを遥かに上回る応募があったため、同日におかわり公演も開催された。

#### 2016年
- 3月9日、メジャーデビュー後初となる、1stミニアルバム『VIRGIN』をリリース。
- 3月12日 - 4月30日、「SuG TOUR 2016 SLVS」を開催。

- 5月5日、LIVE『VIRGIN』にて、2017年に日本武道館公演を行うことを発表。
- 9月12日、パスラボ山形ワイヴァンズの2016-17シーズンのブランドアドバイザーに就任。

またパスラボ山形ワイヴァンズのオフィシャルソングとして、新曲「FLY WYVERNS」を書き下ろした。
- 11月2日、2ndミニアルバム『SHUDDUP』をリリース。

## メンバー
- Vocal:武瑠（たける）
  - 5月11日生まれ、O型、埼玉県出身、身長164cm、体重53kg
  - 全楽曲の作詞、バンドのアートワークを担当。PV監督も務める。
  - サイドプロジェクト「浮気者」としても活動している。
  - 「million $ orchestra」のデザイナー兼プロデューサーでもある。
  - 小説も書いている。
  - 影響されたアーティストはL'Arc〜en〜Cielのヴォーカルhyde、SOPHIAのヴォーカル松岡充、黒夢のヴォーカル清春
  - 2018年1月31日22時27分よりソロプロジェクトsleepyheadをスタート。
- Guitar:masato（まさと）
  - 5月26日生まれ、A型、千葉県出身、身長166.6cm、体重53kg
  - バンドのリーダー。
  - 美容学校出身でSuGの美容担当であり、セルフネイルの写真をよく上げている。
  - 影響されたアーティストはX JAPANのギタリストhide
- Guitar:yuji（ゆうじ）
  - 10月21日生まれ、B型、東京都出身、身長170cm、体重57kg
  - SuG楽曲の約半数以上がyuji作曲作品である、SuGのメインコンポーザー。
  - 実弟が「gr8 story」のPVに出演している。
  - 柴犬の「くま」を可愛がっている。
  - 2019年10月よりメンズアイドルグループbunting_kissの音楽プロデューサーを務めている[4]。

- Bass:Chiyu（ちゆ）
  - 12月27日生まれ、O型、兵庫県尼崎市出身、身長174cm、体重56kg
  - ライブではアルトサックスの演奏もする。
  - SuGに入る前は「ナナ」というビジュアル系バンドで活躍していた。
  - GREMLINSでサポートベースをしている。
  - 実弟はZUCKのギタリストのTSUKASAである。
  - ソロとしての活動は「CHIYU」を参照。

- Drums:shinpei（しんぺい）
  - 3月20日生まれ、O型、東京都出身、身長158cm、体重41kg
  - 武瑠とはセッションバンド「トラベル」よりも前にバンドを組んでいた。

### 旧メンバー
- Bass:渉歌（しょうた）
  - 6月11日生まれ、血液型B型
  - 2007年2月16日の高田馬場AREA公演をもって脱退。
- Drums:MITSURU（みつる）
  - 10月12日生まれ、血液型B型
  - 2009年5月9日のONEMAN LIVEをもって脱退。

## ディスコグラフィ

### インディーズ
シングル
|     | 発売日         | タイトル         | 規格品番                                                                       | 備考                                                   |
| --- | -------------- | ---------------- | ------------------------------------------------------------------------------ | ------------------------------------------------------ |
| 1st | 2007年8月1日   | Scheat           | PSIM-1001                                                                      | オリコン総合チャート初登場169位                        |
| 2nd | 2007年9月5日   | Alterna.         | PSIM-1002                                                                      | オリコン総合チャート初登場153位                        |
| 3rd | 2008年12月3日  | 虜ロォルカラァ   | PSIM-91009:White盤 PSIM-91010:Red盤 PSIM-91011:Blue盤                          | オリコン総合チャート初登場36位 インディーズチャート3位 |
| 4th | 2009年4月15日  | 39GalaxyZ        | PSIM-91012:初回限定盤 PSIM-1012:通常盤                                         | オリコン総合チャート初登場18位 インディーズチャート2位 |
| 5th | 2009年10月14日 | Life♥2Die        | PSIM-91015:3,000枚限定生産盤 A PSIM-91016:3,000枚限定生産盤 B PSIM-1015:通常盤 | オリコン総合チャート初登場17位 インディーズチャート1位 |
| 6th | 2009年11月18日 | P!NK masquerade. | PSIM-91017:3,000枚限定生産盤 PSIM-1016:通常盤                                  | オリコン総合チャート初登場40位                         |

ライブ会場限定シングル
|     | 発売日       | タイトル            | 規格品番 | 備考       |
| --- | ------------ | ------------------- | -------- | ---------- |
| 1st | 2007年9月2日 | 夢際ダウナー/虚言癖 | HPR-001  | 1000枚限定 |

ミニアルバム
|     | 発売日                                         | タイトル       | 規格品番                                   | 備考                                                                   |
| --- | ---------------------------------------------- | -------------- | ------------------------------------------ | ---------------------------------------------------------------------- |
| 1st | 2007年12月9日(初回限定盤) 2008年2月4日(通常盤) | I SCREAM PARTY | PSIS-1003:初回限定盤 PSIS-1004:通常盤      | オリコン総合チャート初登場181位 オリコンインディーズチャート初登場9位  |
| 2nd | 2008年9月3日                                   | Punkitsch      | PSIS-91006:初回生産限定盤 PSIS-1006:通常盤 | オリコン総合チャート初登場77位 オリコンインディーズチャート初登場9位。 |

オリジナルアルバム
|     | 発売日        | タイトル  | 規格品番                                   | 備考                                                                 |
| --- | ------------- | --------- | ------------------------------------------ | -------------------------------------------------------------------- |
| 1st | 2008年5月14日 | nOiZ stAr | PSIS-91005:初回生産限定盤 PSIS-1005:通常盤 | オリコン総合チャート初登場41位 オリコンインディーズチャート初登場3位 |

### メジャー
シングル
|      | 発売日         | タイトル                     | 規格品番                                                                               | 備考 |
| ---- | -------------- | ---------------------------- | -------------------------------------------------------------------------------------- | --- |
| 1st  | 2010年1月27日  | gr8 story                    | PCCA-70273:REBORN!盤 PCCA-03074:初回限定盤 PCCA-03075:通常盤                           | テレビ東京アニメ『家庭教師ヒットマンREBORN!』エンディングテーマ オリコン総合チャート初登場13位                                                                                           |
| 2nd  | 2010年6月30日  | 小悪魔Sparkling              | PCCA-03192:初回限定盤A PCCA-03193:初回限定盤B PCCA-03194:通常盤                        | TBS系『あらびき団』エンディングテーマ オリコン総合チャート初登場7位 |
| 3rd  | 2010年9月1日   | R.P.G.〜Rockin' Playing Game | PCCA-03248:初回限定盤 PCCA-03249:通常盤 PCCA-03250:FAIRY TAIL盤                        | テレビ東京アニメ『FAIRY TAIL』オープニングテーマ オリコン総合チャート初登場14位 |
| 4th  | 2011年1月12日  | Crazy Bunny Coaster          | PCCA-03316:初回限定盤A PCCA-03317:初回限定盤B PCCA-03318:通常盤                        | 日本テレビ系『ハッピーMusic』POWER PLAY オリコン総合チャート初登場3位 |
| 5th  | 2011年6月15日  | ☆ギミギミ☆                   | PCCA-03427:初回限定盤A PCCA-03428:初回限定盤B PCCA-03429:通常盤                        | 映画『ポールダンシングボーイ☆ず』主題歌 テレビ朝日系『お願い!ランキング』2011年6月期エンディングテーマ タイ大手飲料メーカーOISHI「CHAKUZA」CMソング オリコン総合チャート初登場8位        |
| 6th  | 2011年10月26日 | Toy Soldier                  | PCCA-03489:初回限定盤A PCCA-03490:初回限定盤B PCCA-70311:初回限定盤C PCCA-03491:通常盤 | TBS系『マツコの知らない世界』エンディングテーマ オリコン総合チャート初登場9位 |
| 7th  | 2012年2月1日   | 不完全Beautyfool Days        | PCCA-03530:初回限定盤A PCCA-03531:初回限定盤B PCCA-70318:初回限定盤C PCCA-03532:通常盤 | 日本テレビ系『ハッピーMusic』POWER PLAY オリコン総合チャート初登場8位 |
| 8th  | 2012年9月19日  | swee†oxic                    | PCCA-03671:初回盤A PCCA-03672:初回盤B PCCA-03673:通常盤                                | テレビ朝日系「Musicる TV」エンディングテーマ オリコン総合チャート初登場10位 |
| 9th  | 2014年2月19日  | MISSING                      | PCCA-03977:初回限定盤A PCCA-03978:初回限定盤B PCCA-03979:通常盤                        | BREAKOUTオープニング オリコン総合チャート初登場13位 |
| 10th | 2014年7月23日  | B.A.B.Y.                     | PCCA-04058:初回限定盤A PCCA-04059:初回限定盤B PCCA-04060:通常盤                        | オリコン総合チャート初登場13位 |
| 11th | 2014年11月19日 | CRY OUT                      | PCCA-04116:初回盤A PCCA-04117:初回盤B PCCA-70415:通常盤                                | オリコン総合チャート初登場22位 |
| 12th | 2015年7月15日  | teenAge dream/Luv it!!       | PCCA-00015:SuGショップ限定盤 PCCA-04242:初回限定盤 PCCA-04243:通常盤                   | 「teenAge dream」 映画『アイズ 』主題歌 日本テレビ系『バズリズム』POWER PLAY 「Luv it!!」 テレビ東京系アニメ『デュエル・マスターズVSR』オープニングテーマ オリコン総合チャート初登場17位 |
| 13th | 2015年12月16日 | SICK'S                       | PCCA-00034:SuGショップ限定盤 PCCA-04309:初回限定盤B PCCA-04310:通常盤                  | テレビ朝日系全国放送『Break Out』オープニングテーマ オリコン総合チャート初登場21位 |
| 14th | 2017年7月5日   | AGAKU                        | PCCA-00052:SuGショップ限定盤 PCCA-04547:初回限定盤 PCCA-04548:通常盤                   | 短編アニメ『カイトアンサ』エンディングテーマ オリコン総合チャート初登場23位 |

ライブ会場限定シングル
|     | 発売日       | タイトル | 規格品番   | 備考       |
| --- | ------------ | -------- | ---------- | ---------- |
| 1st | 2017年3月9日 | Darlin'  | BRCA-70030 | 1000枚限定 |

アルバム
|     | 発売日        | タイトル            | 規格品番                                                              | 備考                 |
| --- | ------------- | ------------------- | --------------------------------------------------------------------- | -------------------- |
| 1st | 2010年3月9日  | TOKYO MUZiCAL HOTEL | PCCA-03104:初回生産限定盤 PCCA-03105:通常盤                           | オリコン初登場26位。 |
| 2nd | 2011年3月9日  | Thrill Ride Pirates | PCCA-03347:完全生産限定盤 PCCA-03348:初回生産限定盤 PCCA-03349:通常盤 | オリコン初登場15位。 |
| 3rd | 2012年4月25日 | Lollipop Kingdom    | PCCA-03587:初回限定盤 PCCA-03588:初回限定盤 PCCA-03589:通常盤         | オリコン初登場10位。 |
| 4th | 2015年3月4日  | BLACK               | PCCA-04155:完全生産限定盤 PCCA-04156:初回生産限定盤 PCCA-04157:通常盤 | オリコン初登場30位。 |

ミニアルバム
|     | 発売日        | タイトル | 規格品番                                                        | 備考 |
| --- | ------------- | -------- | --------------------------------------------------------------- | --- |
| 1st | 2016年3月9日  | VIRGIN   | PCCA-04344:初回限定盤A PCCA-04345:初回限定盤B PCCA-04346:通常盤 | オリコン初登場17位。 |
| 2nd | 2016年11月2日 | SHUDDUP  | PCCA-04440:初回限定盤 PCCA-04441:通常盤                         | 「KILL KILL」 日本テレビ系『今夜くらべてみました』エンディングテーマ 「FLY WYVERNS」 B.LEAGUE パスラボ山形ワイヴァンズ オフィシャルソング オリコン初登場29位。 |

ベストアルバム
|     | 発売日       | タイトル                                           | 規格品番                                                                                          | 備考                 |
| --- | ------------ | -------------------------------------------------- | ------------------------------------------------------------------------------------------------- | -------------------- |
| 1st | 2013年3月6日 | BEST 2010-2012                                     | PCCA-03805:完全限定生産盤 PCCA-03806:通常盤                                                       | オリコン初登場25位。 |
| 2nd | 2017年3月8日 | MIXTAPE ARCHIVES -SuG 10th Anniversary Collection- | 「MIXTAPE」 PCCA-04513:初回生産限定盤 PCCA-04514:通常盤 「ARCHIVES」 SCCA-00047:SuGショップ限定盤 | オリコン初登場51位。 |

### DVD
LIVE DVD
|      | 発売日         | タイトル                                                             | 規格品番                                                    | 備考               |
| ---- | -------------- | -------------------------------------------------------------------- | ----------------------------------------------------------- | ------------------ |
| 1st  |                | MEMORIAL DVD                                                         |                                                             | 2000枚完全限定販売 |
| 2nd  | 2010年8月25日  | SuG TOUR 2010 "TOKYO MUZiCAL HOTEL"                                  | PCBP-52038:初回生産限定盤 PCBP-52039:通常盤                 | オリコン最高49位   |
| 3rd  | 2011年9月21日  | SuG TOUR 2011 "TRiP～welcome to Thrill Ride Pirates～"               | PCBP-52138:初回限定盤 PCBP-52139:通常盤                     | オリコン最高22位   |
| 4th  | 2012年10月10日 | The Lollipop Kingdom Show                                            | PCXP-50139:BD PCBP-52439:DVD                                | オリコン最高46位   |
| 5th  | 2012年3月21日  | VIP POP SHOW.                                                        | PCBP-52238:初回限定盤 PCBP-52239:通常盤                     | オリコン最高42位   |
| 6th  | 2013年4月10日  | SuG Oneman Show 2012 「This iz 0」2012.12.29 at YOYOGI 2ND GYMNASIUM | PCXP-50239:BD PCBP-52539:DVD                                | オリコン最高33位   |
| 7th  | 2014年4月16日  | SuG Onemanshow 2013 Update Ver.0                                     | PCXP-50240:BD PCBP-52540:DVD                                | オリコン最高42位   |
| 8th  | 2015年1月28日  | VersuS                                                               | PCXP-00017:PCSC限定盤BD PCXP-50270:BD PCBP-52313:DVD        |                    |
| 9th  | 2015年10月21日 | SuG TOUR 2015「BLACK-FINAL-」                                        | PCXP-00021:PCSC限定盤BD PCBP-52541:通常盤                   |                    |
| 10th | 2016年9月21日  | LIVE「VIRGIN」                                                       | PCXP-00030:SuGショップ限定盤BD PCXP-50436:BD PCBP-53152:DVD |                    |

DVDシングル
|     | 発売日         | タイトル     | 規格品番                                          | 備考            |
| --- | -------------- | ------------ | ------------------------------------------------- | --------------- |
| 1st | 2010年11月17日 | 無条件幸福論 | PCBP-52053:GOLD version PCBP-52054:SILVER version | オリコン最高7位 |

### ソロ作品
| 発売日         | タイトル | 規格品番                                    | 備考                            |
| -------------- | -------- | ------------------------------------------- | ------------------------------- |
| 2013年11月20日 | I狂U     | PCCA-03929:完全限定生産盤 PCCA-03930:通常盤 | 「浮気者」名義 オリコン最高34位 |
| 2014年9月22日  | HELLYEAH | PCSP-01754                                  | 「浮気者」名義 iTunes限定配信   |

### 参加作品
| 発売日         | タイトル                                                                                              | 規格品番            | 収録曲                        |
| -------------- | --- | ------------------- | ----------------------------- |
| 2007年02月21日 | CANNON BALL vol.3                                                                                     | VPCC-84436          | 4.7th Breeze                  |
| 2009年04月15日 | PS COMPANY 10周年記念公演 Peace&Smile Carnival 2009年1月3日 日本武道館                                | KIBM-207 KIBM-90207 | 1.LOVE SCREAM PARTY           |
| 2009年06月24日 | 西寺実 Presents HARDなYAON 2009                                                                       | UIBZ-5057           |                               |
| 2010年09月01日 | 家庭教師ヒットマンREBORN! OPENING & ENDING THEME SONGS3 ～未来決戦編までのアニメ主題歌をフルで聴け!～ | PCCA-03259          | 4.gr8 story                   |
| 2011年08月17日 | アニメ「FAIRY TAIL」オープニング & エンディングテーマソングスVol.1                                    | PCCA-03469          | 7.R.P.G.～Rockin'Playing Game |
| 2012年04月25日 | ケラ! ソン ～KERA SONGS 13th Anniversary Collection～                                                 | SECL-1117 SECL-1119 | 2.☆ギミギミ☆                  |

### 楽曲提供
- AKIRA-「CALLING」（作詞:武瑠 作曲:武瑠）

## 書籍

### Style Book
- 『VISION -LIFE STYLE BOOK-』(2017年8月10日 株式会社KADOKAWA)

## 出演

### レギュラー番組
ラジオ
- ニッポン放送『サクッとSuGラジ』（2010年10月 - 2011年3月）

ネット
- Ustream『生でSuGでShow』（2011年8月 - 2012年1月）
- ニコニコ生放送『無修正でSuGでShow』（2012年1月 - 11月）

## ミュージックビデオ
| 監督                                  | 曲名 |
| 井上強                                | 「R.P.G.〜Rockin' Playing Game」「gr8 story」「小悪魔Sparkling」                                                |
| 井上強×Riz Lau                        | 「dot.0」 |
| Ken Nikai                             | 「MISSING」 |
| 武瑠×井上強                           | 「B.A.B.Y.」「Pastel Horror Yum Yum Show」「Toy Soldier」「mad$hip」「sweeToxic」「☆ギミギミ☆」「無条件幸福論」 |
| 武瑠×RYO NAGAI                        | 「Howling Magic」                                                                                               |
| 多田卓也                              | 「不完全Beautyfool Days」                                                                                       |
| 永井亮                                | 「Crazy Bunny Coaster」「NO OUT NO LIFE」                                                                       |
| 武瑠×Riz Lau                          | 「CRY OUT」「BLACK」                                                                                            |
| 武瑠×Masakazu Fukatsu                 | 「teenAge dream」                                                                                               |
| Masakazu Fukatsu                      | 「SICK'S」 |
| 武瑠×Masakazu Fukatsu×Norihito Segawa | 「桜雨」 |
| 増田セバスチャン                      | 「KILL KILL」                                                                                                   |
| 不明                                  | 「39GalaxyZ」「Vi-Vi-Vi」                                                                                       |

## ライブ

### ワンマンライブ・主催イベント

#### 2007年
- SuGフェス2007「Alternative POP Show～Vol.1」

2008年
- SuG 1st Anniversary Oneman Party『dot.0』
- 第1回 きまぐれSuG 感謝祭ワンマン「Thank you & Sxxk you?」
- SuGフェス2008「Alternative POP Show～Vol.2」
- SuGフェス2008「Alternative POP Show～Vol.3」す～ぐ、ストロベリー・オン・ザ・Mikotogahou★
- SuG 1st ONEMAN TOUR【デビルな小生意気～4th Dimension Kiss～】
- PS COMPANY PRESENTS SuGフェス2008「Alternative POP Show～Vol.4」
- PS COMPANY PRESENTS SuG Standing Onemanshow『ダーティ・カオス・ビューティ』
- PS COMPANY PRESENTS SuG Standing Oneman Tour【虜ロォルカラァ劇～tricolour color show～】

#### 2009年
- SuG Standing Onemanshow Final「KillinG U Hardly」
- PS COMPANY PRESENTS SuGフェス2009「Alternative POP Show～Vol.5」
- PS COMPANY PRESENTS 第1.5回 きまぐれSuG感謝祭「Thnk you&S××k you?～博多出張編～」
- PS COMPANY PRESENTS 第2回 きまぐれSuG感謝祭「Thnk you&S××k you?EpisodeII」
- PS COMPANY PRESENTS SuG Standing Oneman Show「☆★☆BL⇔Rock Party MonstAr☆★☆」
- きまぐれなSuGに感謝しな祭「Sxxk you&Thank you」
- SuG! The 1st Attack in Bangkok [Love Scream Party]
- SuGフェス2009「Alternative POP Show～Vol.6」

#### 2010年
- SuG TOUR 2010「The Daybreak Sweet Kiss」
- SuG Oneman Show 2010「Sparkling Hot Shot～着火せよ!!大胆エモーション～

#### 2012年
- The Lollipop Kingdom Show
- SuG LIVE BATTLE 2012 "LIVE! TOWER RECORDS DAY" 「-SuG VS たむらぱん VS BABYMETAL-」
- SuG TOUR 2012「swee†oxic」
- SuG Oneman Show 2012『This iz 0』

#### 2013年
- SuG Onemanshow 2013 "update ver.0"

#### 2014年
- 東名阪緊急巡業
- SuG TOUR 2014 "un-MISSING"
- SuG OnemanShow 2014 "B.A.B.Y."
- 渋谷 SuG Fes 2014 夏 ～TOWER RECORDS Presents SuG LIVE BATTLE 2014～
w/アップアップガールズ（仮）/稲川淳二/赤飯ロマン横丁
- 渋谷 SuG Fes 2014 夏 ～WALKER HILLS Presents SuG LIVE BATTLE 2014～
w/アンティック-珈琲店-/LM.C/ベイビーレイズ
- 渋谷 SuG Fes 2014 夏 ～DI:GA Presents SuG LIVE BATTLE 2014～
w/アーバンギャルド/神聖かまってちゃん
- VersuS 極彩SuG VS 極悪SuG
- 39GalaxxxyZ Presents「SuG HALLOWEEN PARTY 2014」produce by SuG × よみうりランド
- SuGフェス -2014 冬-
- SuG TOUR 2014「WE CRY OUT HELLYEAH」

#### 2015年
- SuG 8th Birthday "一蓮托生"
- SuG感謝祭 レコ発記念ライブ-3月9日は"SuGの日"-
- SuG TOUR 2015「BLACK」
- 武瑠聖誕祭『birthday SCREAM party!! 2015』
- masato聖誕祭『朗読劇「無くならへん」～俳優業への道？！～』
- SuG TOUR 2015「BLACK-FINAL」
- 39GalaxxxyZ Presents「SuG HALLOWEEN PARTY 2015」produce by SuG×よみうりランド
- SuGフェス2015
- SuG VersuS 2015
- 『Chiyuプチ聖誕祭 プチアコースティックライブ＆プチトーク おまけにミニお出迎え』

#### 2016年
- ファンクラブ限定旅行『SuG Official Fan Club [39GalaxxxyZ] Presents 9th Anniversary & Valentine Party』
- 『SuG感謝祭 2016 ―3月9日は″SuGの日″―』
- SuG TOUR 2016 SLVS
- shinpei聖誕祭『俺、クッパになる』
- SuG LIVE『VIRGIN』
- 武瑠聖誕祭『birthday SCREAM party!! 2016』
- masato聖誕祭Hair and Makeup SHOW『illuMillusion』-with Nobuto Yanagi-

#### 2023年
- SuG LIVE 2023 THE GAMBLER
- SuG 39 DAYZ LMITED TOUR

### 出演イベント
- 2007年03月16日 - TOUR2007 CANNON BALL VOL.3 FINAL
- 2007年12月29日 - J-Rock INVASION EPISODE I (ケルン、ドイツ)
- 2009年01月03日 - PS COMPANY 10 周年記念公演「Peace & Smile Carnival」
- 2009年07月13日〜08月14日 - SPEED DISK PRESENTS～森羅万象tour’09♯02
- 2009年09月11日 - ヘヴンのお祭り★天まで飛ぼう!!
- 2009年10月24日 - V-ROCK FESTIVAL '09
- 2011年08月13日・14日・15日 - PS COMPANY presents Peace & Smile Carnival 2011 SHIBUYA 7DAYS at C.C.Lemon Hall
- 2011年10月23日 - V-ROCK FESTIVAL '11
- 2012年11月03日 - JROCK EVOLUTION 2012
- 2012年11月25日 - stylish wave GENERATION Vol.3-世代の壁を突き破れ!
- 2014年05月20日 - SHOCK WAVE 「さよならAX」 ～ショックす～
- 2014年05月31日 - stylish wave NEXT GENERATION VOL.1 -次代を翔ける若武者たち!-
- 2014年06月13日 - 友断大敵～3番勝負～第2弾 『SPARK!! SPARK!!』
- 2014年06月25日 - 異端児Festival
- 2014年07月06日 - JAPAN MUSIC FEST 2014
- 2014年07月19日 - BREAK OUT祭 2014
- 2014年12月04日 - 蟲ふるう夜に結成7周年イベント「MUSHIFEST 2014」
- 2015年01月17日 - 東京女子流 「ザ・対バン Vol.1」
- 2015年01月25日 - ニッポン放送 LIVE EXPO TOKYO 2015 ミュ～コミ+プラスプレゼンツ アニメ紅白歌合戦 Vol.4
- 2015年08月05日 - a-nation island V-NATION
- 2015年08月23日 - 音霊 OTODAMA SEA STUDIO 2015
- 2015年09月06日 - 『松崎しげる デビュー45周年「黒フェス」〜白黒歌合戦〜』
- 2015年09月13日 - SAITAMA SUPER ARENA 15th Anniversary肉ロックフェス2015
- 2015年9月19日 - イナズマロックフェス2015
- 2015年9月30日 - ミオヤマザキ「ミオフェス」
- 2016年7月15日 - 「夏の魔物現象2016」ROAD TO 10th ANNIVERSARYシリーズ 〜地獄篇〜